# 800 mètres masculin aux Jeux olympiques d'été de 1984 (athlétisme)
Navigation
Moscou 1980 Séoul 1988
L'épreuve du 800 mètres masculin aux Jeux olympiques de 1984 s'est déroulée du 3 au 6 août 1984 au Memorial Coliseum de Los Angeles, aux États-Unis.  Elle est remportée par le Brésilien Joaquim Cruz.

## Résultats

### Finale
| Rang               | Athlète          | Pays        | Performance        |
| ------------------ | ---------------- | ----------- | ------------------ |
| Médaille d'or      | Joaquim Cruz     | Brésil      | 1 min 43 s 00 (OR) |
| Médaille d'argent  | Sebastian Coe    | Royaume-Uni | 1 min 43 s 64      |
| Médaille de bronze | Earl Jones       | États-Unis  | 1 min 43 s 84      |
| 4                  | Billy Konchellah | Kenya       | 1 min 44 s 03      |
| 5                  | Donato Sabia     | Italie      | 1 min 44 s 53      |
| 6                  | Edwin Koech      | Kenya       | 1 min 44 s 86      |
| 7                  | Johnny Gray      | États-Unis  | 1 min 47 s 89      |
| 8                  | Steve Ovett      | Royaume-Uni | 1 min 52 s 28      |

## Légende
Records et Performances
- AR : Record continental (area record)
- CR : Record des championnats (championship record)
- MR : Record du meeting (meet record)
- NR : Record national (national record)
- OR : Record olympique (olympic record)
- PR : Record paralympique (paralympic record)
- PB : Record personnel (personal best)
- SB : Meilleure performance personnelle de la saison (season's best)
- WL : Meilleure performance mondiale de l'année (world leader)
- WJR : Record du monde junior (world junior record)
- WR : Record du monde (world record)

Circonstances et Conditions
- DNF : N'a pas terminé (did not finish)
- DNS : N'a pas pris le départ (did not start)
- DQ : Disqualification (disqualification)
- NM : Aucun essai valable enregistré (No Mark)
- Q : Qualifié « directement » au prochain tour (ou à la prochaine compétition), lors d'une compétition majeure, grâce au classement ou à la réalisation des minima (automatic qualifier)
- q : Qualifié au prochain tour (ou à la prochaine compétition), lors d'une compétition majeure, grâce au repêchage ou à la réalisation de l'une des meilleures performances parmi celles des « non qualifiés directement » (grâce au meilleur temps ou à la meilleure distance par exemple) (secondary qualifier)